# Quadtstraße 13 (Mönchengladbach)

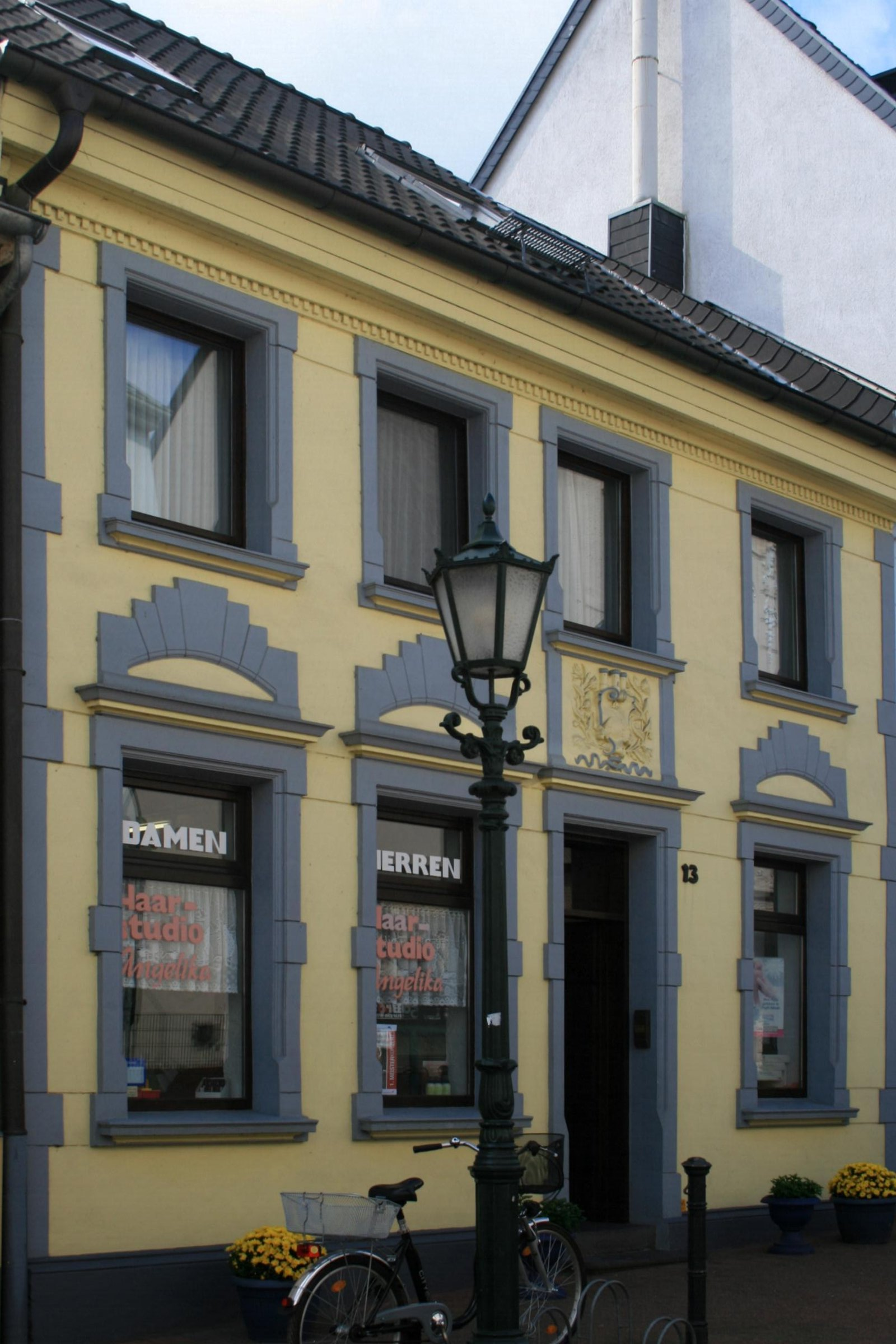
Wohngeschäftshaus (2010)

Das Wohngeschäftshaus Quadtstraße 13 steht im Stadtteil Wickrath in Mönchengladbach (Nordrhein-Westfalen).
Das Gebäude wurde um die Jahrhundertwende erbaut. Es wurde unter Nr. Q 002 am 2. Juni 1987 in die Denkmalliste der Stadt Mönchengladbach eingetragen.

## Architektur
Es handelt sich um ein traufständiges in zwei zu vier Achsen errichtete Gebäude aus der Zeit der Jahrhundertwende. Die Stuckfassade ist über beide Stockwerke glatt verputzt. Ein Satteldach über einem schmalen Friesband schließt das Gebäude ab. Das Haus ist aus stadtteilhistorischen und architekturgeschichtlichen Gründen denkmalwert.